# Maldición Kennedy

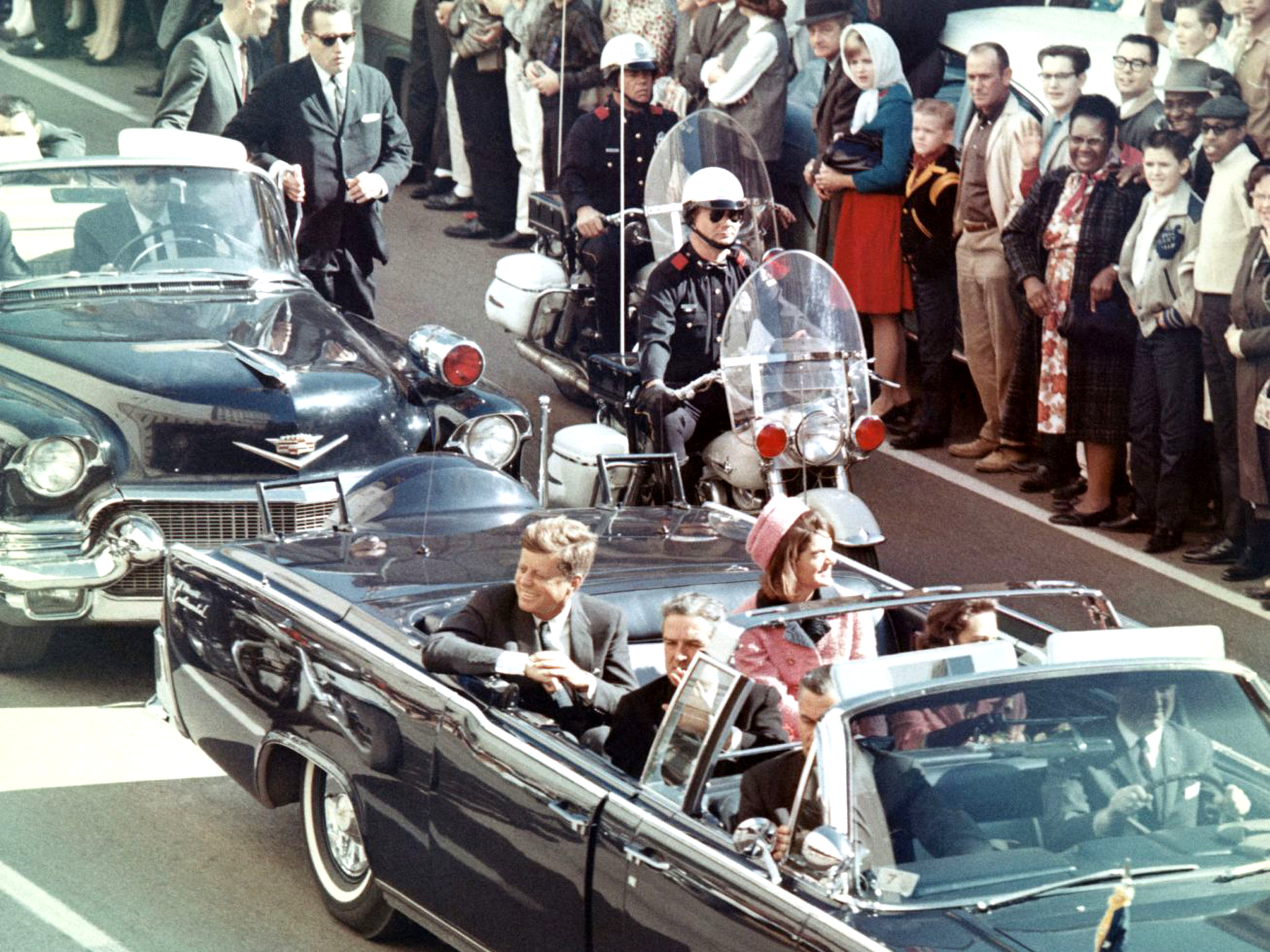
El presidente Kennedy y la caravana minutos antes de su asesinato en Dallas en 1963

La tragedia de los Kennedy, coloquialmente llamada la maldición Kennedy, es un término que se suele utilizar para describir la serie de tragedias que afectaron a algunos de los miembros de la Familia Kennedy. Algunos han llamado a la continua mala fortuna de la familia Kennedy una maldición. Varios miembros de la familia han fallecido por causas no naturales, los más destacados fueron los asesinatos de los hermanos John y Robert, quienes murieron en 1963 y 1968, respectivamente, y el hijo del primero, John, Jr., quien falleció en un accidente aéreo junto a su esposa y su cuñada en 1999.
La existencia de tal maldición ha sido discutida por otros que han sostenido que muchas de estas tragedias fueron causadas por negligencias graves como conducir en estado de ebriedad o pilotar un avión en malas condiciones y las otras serían el resultado natural de eventos que podrían ocurrir a familias grandes como el cáncer o el aborto espontáneo.

## Cronología
- Noviembre de 1941 – Rose Marie Kennedy, hermana del presidente Kennedy, de la cual se pensaba que sufría una enfermedad mental como depresión debido a su creciente estado de ánimo violento y sus cambios de humor, Joseph Patrick Kennedy, Sr. arregló de forma secreta que su hija fuera sometida a una lobotomía. La cirugía complicó aún más sus habilidades cognitivas y como resultado de ello permaneció internada en un psiquiátrico hasta su muerte en 2005.[4][5][6][11]
- 12 de agosto de 1944 – Joseph Patrick Kennedy, Jr., hermano mayor del presidente falleció cuando su avión explotó a causa de un bombardeo de la Segunda Guerra Mundial en Inglaterra.
- 13 de mayo de 1948 – Kathleen Agnes Kennedy, hermana del presidente, al igual que su hermano mayor Joseph, falleció en un accidente aéreo al sur de Francia junto a su amante Peter Wentworth-Fitzwilliam.[4][5][6]
- 23 de agosto de 1956 – Jacqueline Lee Bouvier Kennedy, esposa del presidente, dio a luz a una hija muerta.[6] Aunque no le pusieron un nombre y la enterraron en el Cementerio Nacional de Arlington junto a sus padres con una leyenda que decía «Hija», reportes posteriores indican que tenían la intención de llamarla Arabella.[12]
- 9 de agosto de 1963 – Patrick Bouvier Kennedy, hijo del presidente John Fitzgerald Kennedy, Sr. y Jacqueline Lee Bouvier Kennedy, y hermano menor de Caroline Bouvier Kennedy y John Fitzgerald Kennedy, Jr., nació prematuro por seis semanas; falleció dos días después de su nacimiento.[4][6][11]
- 22 de noviembre de 1963 – El presidente John Fitzgerald Kennedy fue asesinado por Lee Harvey Oswald mientras recorría las calles de Dallas, Texas, en una limusina descapotable, todo esto confirmado por la comisión Warren[4][5][6]
- 19 de junio de 1964 – El hermano del presidente y senador de EE. UU. por Massachusetts, Edward Moore Kennedy, sufrió un accidente aéreo en el que falleció uno de sus asistentes y el piloto. Fue extraído de los restos del avión por el senador Birch E. Bayh II (D-Ind.) y pasó semanas en el hospital recuperándose de una fractura en la espalda, un pulmón perforado, costillas rotas y hemorragias internas.[4][5]
- 6 de junio de 1968 – El otro hermano del presidente, Robert Francis Kennedy, murió después de ser tiroteado el día anterior por Sirhan Sirhan en Los Ángeles después de dirigirse brevemente a sus seguidores tras su victoria en las primarias demócratas en California para la carrera presidencial.[4][5][6]
- Julio de 1969 – Ted Kennedy, hermano del presidente, tiene un accidente automovilístico donde la secretaria de Robert Kennedy, Mary Jo Kopeneche, pierde la vida. Se le conoce al accidente como «El caso de Chappaquiddick».
- Agosto de 1969 – Joseph Patrick Kennedy II, hijo mayor de Robert Francis Kennedy y sobrino del presidente, tuvo un accidente conduciendo un todoterreno en el cual Pam Kelley, una pasajera y novia de su hermano David Anthony Kennedy, quedó paralítica permanentemente.[4][6][11]
- 18 de noviembre de 1969 - Joseph Patrick Kennedy, padre del presidente, sufrió una embolia en 1961, por lo que sufrió hemiplejia del lado derecho y quedó discapacitado. Luego en 1969 sufrió un ACV en su casa, falleciendo en un hospital.
- 25 de abril de 1984 – David Anthony Kennedy, cuarto hijo de Robert Francis Kennedy y su esposa Ethel Skakel Kennedy, y sobrino del presidente, falleció por una sobredosis de cocaína, demerol y mellaril en la habitación de un hotel en Palm Beach, Florida.[4][5][6][11]
- 1 de abril de 1991 – William Kennedy Smith, hijo de Jean Ann Kennedy Smith y sobrino del presidente, fue juzgado por violación; posteriormente fue declarado inocente de todos los cargos.[1][2][3][4]
- 19 de mayo de 1994 – Jacqueline Lee Bouvier Kennedy, esposa del presidente, falleció a causa de un cáncer linfoma, en su apartamento de la Quinta Avenida de Nueva York, a los 64 años.
- 31 de diciembre de 1997 – Michael LeMoyne Kennedy, sexto hijo de Robert Francis Kennedy y su esposa Ethel Skakel Kennedy, además de ser el sobrino del presidente, falleció en un accidente en Aspen, Colorado, mientras jugaba al fútbol americano en esquíes, sin llevar los palos, después de chocarse contra un árbol al perder el equilibrio mientras descendía por una pendiente.[1][4][5][6][11]
- 16 de julio de 1999 – John Fitzgerald Kennedy, Jr., el hijo del presidente, su esposa Carolyn y su cuñada Lauren fallecieron cuando su avión, un Piper Saratoga, que él pilotaba, se estrelló en el Océano Atlántico camino a Martha's Vineyard.[4][5][6]
- 25 de agosto de 2009 – Ted Kennedy, hermano del presidente, sufrió un derrame cerebral el 17 de mayo de 2008 y luego se le informó que tenía un tumor cerebral, falleciendo el 25 de agosto de 2009.
- 16 de septiembre de 2011 – Kara Anne Kennedy, hija de Edward Moore Kennedy y sobrina del presidente, falleció a la temprana edad de 51 años de un ataque al corazón.
- 16 de mayo de 2012 – Mary Richardson Kennedy, esposa de Robert Francis Kennedy Jr., de quien estaba separada, fue encontrada muerta en su casa después de años batallando con problemas de drogas y alcohol. El médico forense determinó que murió de asfixia por ahorcamiento.
- 26 de septiembre de 2014 – Kyle Francis Kennedy, hija de Michael LeMoyne Kennedy, y por lo tanto, nieta de Robert F. Kennedy, Ethel Kennedy y sobrina nieta del presidente, dio a luz a los mellizos Conor Nash Kerr y Josephine Ethel Kerr, de los cuales esta última nació muerta.
- 4 de septiembre de 2018 –  Christopher Kennedy Lawford, primogénito de Peter Lawford y Patricia "Pat" H. Kennedy, hermana del presidente, fallece de un ataque al corazón mientras practicaba yoga en Vancouver, Canadá.
- 1 de agosto de 2019 – Saoirse Kennedy Hill, nieta maternal de Robert Francis Kennedy y por lo tanto sobrina-nieta del presidente, fue encontrada muerta de una sobredosis de drogas en la sede familiar de los Kennedy cerca de Barnstable, Massachusetts.  Los equipos de emergencias recibieron una llamada el jueves por la tarde desde la villa portuaria de la familia en Hyannis, en el estado de Massachusetts. Saoirse Hill fue trasladada al Hospital Cape Cod, donde los médicos confirmaron su defunción.
- 3 de abril de 2020 – La sobrina-nieta del presidente, Maeve McKean, y su hijo Gideon desaparecen tras un accidente en canoa en el estado de Maryland. Son hallados muertos 5 días después de su desaparición.